# Церква святого архистратига Михаїла (Космирин)
Церква святого архистратига Михаїла в Космирині — парафія і храм Бучацького благочиння Тернопільської єпархії Православної церкви України в селі Космирин Чортківського району Тернопільської области.

## Історія церкви
У 1886 році був збудований дерев'яний храм у гуцульському стилі, який перебудували у 1893 році.
Після Першої світової війни храм, що зазнав руйнації, відбудували. Сільські майстри Михайло Деркач і Василь Смерека виготовили ліхтарі для престолу, а маляр виконав художній розпис на іконостасі та у вівтарі. У 1918 році священник о. Гаванський зі Стінки освятив храм.
У 1946 році церкву закрили, а за радянської влади її використовували як колгоспний склад, що призвело до значних руйнувань.
У 1991 році храм стараннями жителів села був відновлений і знову відкритий. У 1994 році художник з Прикарпаття В. Василишин виконав внутрішній настінний розпис.
Капличку святого Володимира відновили коштом селянської спілки «Галичина». У 2007 році при в'їзді в село встановили фігуру Божої Матері.

## Парохи
- о. Калужняцький,
- о. Гаванський,
- о. Крижанівський,
- о. Крохмальний,
- о. Речаківський,
- о. Косович,
- о. Юрій Терлюк (1992—1993),
- о. Йосип Марчишак (1993—2011),[джерело?]
- о. Михайло Павзюк (з 2011).[джерело?]